# Khamlek Keosomphanh
Khamlek Keosomphanh là một chính trị gia người Lào. Ông là đảng viên Đảng Nhân dân Cách mạng Lào. Ông là một đại diện của Quốc hội Lào cho tỉnh Hủa Phan (Khu vực 8).